# Getting in Tune
Pistes de l'album Who's Next
The Song Is Over Going Mobile
Getting in Tune est une chanson du groupe britannique The Who, parue en 1971 sur l'album Who's Next. 

## Caractéristiques
Les paroles de ce titre semblent traiter du rapport à la musique et des problèmes qui en découlent ("I'm singing this note 'cause it fits in well with the chords I'm playin", "Je chante cette note parce qu'elle sonne bien avec les accords que je joue"). Le narrateur de cette chanson ajoute qu'il est "accordé" (I'm in tune), ce qui peut être sujet à de nombreuses interprétations. 
Au point de vue musical, cette chanson ressemble un peu à The Song Is Over: le début est très calme, apaisé, avec une partie de piano omniprésente jouée par Nicky Hopkins. Cependant, la chanson se transforme plusieurs fois, se terminant en une sorte d'hymne. On entend à plusieurs reprises une structure en question-réponse entre Roger Daltrey et les chœurs. Il faut aussi faire mention de la ligne de basse de John Entwistle particulièrement mélodique.
Cette chanson a été enregistrée tout d'abord le 18 mars 1971 à New York sous le titre I'm in Tune, puis la version finale a été complétée le 7 juin 1971 aux studios Olympic. 
Une version live peut être trouvée sur le deuxième disque de l'édition deluxe de Who's Next. Cependant, cette chanson fut abandonnée par le groupe au cours de l'année 1971.